# Germain Mugemangango
 (août 2023).
Germain Mugemangango, né le 20 septembre 1973, est un homme politique belge, membre du Parti du travail de Belgique (PTB).
Il est élu député wallon aux élections régionales de 2019 et devient chef de groupe PTB au Parlement wallon. Il siège également au parlement de la Communauté française, en raison du système fédéral belge.
Germain Mugemangango est réélu député aux élections de 2024 et est également reconduit dans son rôle de chef de groupe.

## Biographie

### Jeunesse et études
Né de parents rwandais réfugiés en Belgique, Germain Mugemangango a grandi à Schaerbeek dans un milieu populaire. Ses parents ont eu un parcours professionnel difficile : son père a été mécanicien, épicier, restaurateur mais également sans emploi ; sa mère a quant à elle travaillé dans le secteur du nettoyage. Il commence à travailler à partir de 14 ans afin de financer ses études, d'acheter ses vêtements… [réf. souhaitée]
Il suit des études de sciences politiques à l'Université libre de Bruxelles et obtient un diplôme en sciences politiques et en relations internationales. Il mène son premier combat politique à la fin de ses secondaires et au début de ses études universitaires contre les mesures d'austérité dans l'enseignement au début des années 1990. Il découvre pendant la mobilisation COMAC, le mouvement des jeunes du PTB, qui expliquait aux étudiants les enjeux de la lutte en cours. Il s'engage au sein du mouvement étudiant durant ses études et présidera la section bruxelloise de COMAC avant de devenir président de l'organisation au niveau national. Avec ce mouvement, il luttera notamment contre le NSV (mouvement étudiant du Vlaams Blok) et avec les travailleurs des forges de Clabecq.

### Engagement dans le Hainaut
Fasciné par le Hainaut et son passé industriel encore visible, il va soutenir, après ses études, les travailleurs de Bombardier alors confrontés à un plan de restructuration. À la suite de cette mobilisation, il déménage à Mons où il va vivre pendant deux années. Il se mobilise notamment pour que les pouvoirs publics rénovent une école de Saint-Ghislain rongée par des moisissures. Il participe également à la mise en place d'une section montoise de COMAC.
En 2000, on lui propose de devenir le président de la section hennuyère du PTB, ce qui va l'amener à déménager à Charleroi où la majeure des activités du parti avaient lieu.
En 2005, il soutient le mouvement de grève, qui durera trois mois, de 300 ouvriers d'AGC Fleurus dont Asahi Glass avait décidé de se séparer [réf. souhaitée] .
Il se présente aux élections régionales de 2014 mais n'est pas élu. Il lui manque 14 voix pour bénéficier du système de l'apparentement, permettant à une liste de comptabiliser en sa faveur les voix non utilisées par des listes apparentées d'autres circonscriptions de la même province. Il introduit alors un recours auprès du Parlement wallon contre les résultats électoraux afin de demander un recomptage des voix pour la circonscription de Charleroi, ce qui lui est refusé. À la suite de ce refus, il obtient la condamnation de la Belgique par la Cour européenne des droits de l'homme le 10 juillet 2020. Celle-ci estime que Germain Mugemangango n'a pas bénéficié de garanties d'impartialité suffisantes, dans la mesure où les députés de la circonscription de Charleroi, compétiteurs directs, ont pris part au vote sur la contestation du résultat des élections et où le vote à majorité simple n'était pas de nature à protéger un candidat issu de l'opposition contre une décision partisane de la majorité en cours de formation.
En 2017, il est nommé porte-parole francophone du PTB.
Aux élections communales de 2018, il est élu conseiller communal à Charleroi. Il est réélu aux élections communales de 2024.

### Député wallon
Aux élections régionales de 2019, il est élu député wallon pour la circonscription de Charleroi-Thuin et devient chef de groupe PTB au Parlement wallon. Il est réélu député aux élections régionales belges de 2024.

#### Activités parlementaires
Le 17 mars 2020, comme les autres députés PTB au Parlement Wallon, Mugemangango a refusé de voter les propositions de décret de lutte contre la pandémie de maladie à coronavirus de 2019-2020, déposées par le ministre-président wallon Elio Di Rupo, estimant qu'il n'était pas nécessaire d'y inclure les pouvoirs spéciaux.

### Vie privée
Il a une sœur et deux frères, dont un frère jumeau, Gérard, également membre du PTB et vivant à Bruxelles. Il a deux enfants. Il est très actif dans la vie locale carolo.